# Saint Lawrence (Jersey)
Saint Lawrence (in Jèrriais Saint Louothains) è una delle dodici parrocchie in cui è suddiviso il Baliato di Jersey. Conta 4.702 abitanti.

## Amministrazione

### Gemellaggi
- Barneville-Carteret